# Форт Сент-Анджело (Біргу)
Форт Сент-Анджело (мальт. Forti Sant'Anġlu або Fortizza Sant'Anġlu) — бастіонний форт у Біргу, Мальта, розташований у центрі Великої гавані. Спочатку він був побудований у середньовіччі як замок під назвою Каструм Маріс (англ. Castle by the Sea; італ. Castello al Mare). Він був перебудований Орденом Святого Іоанна як бастіонний форт під назвою Форт Сент-Анджело між 1530-ми та 1560-ми роками, і він найбільш відомий своєю роллю як штаб-квартира Ордену під час Великої облоги Мальти 1565 року. Велика реконструкція за проєктами Карлоса де Грюненберга відбулася в 1690-х роках, що дало форту його нинішній вигляд.
З 1800 по 1979 рік у форті розташовувався британський гарнізон, іноді його класифікували як кам’яний фрегат, відомий як HMS Egmont або пізніше HMS St Angelo. Під час Другої світової війни форт зазнав значних руйнувань, але згодом був відновлений. У 1998 році верхня частина форту була передана Мальтійському ордену. З 1998 року форт Сент-Анджело входить до попереднього списку об’єктів Всесвітньої спадщини ЮНЕСКО на Мальті як частина Лицарських укріплень навколо портів Мальти. 

## Історія

### Від передісторії до античності
Це місце було зайняте з доісторичних часів і було визначним місцем поклоніння в античності з будівлею храму Астарти.
Дата його початкового будівництва невідома. Проте доісторичні та класичні залишки на місці свідчать про укріплене місце та житлову зону. Великі тесані блоки та колона з єгипетського рожевого граніту у верхній частині форту все ще існують усередині каплиці. Ймовірно, пізніше це місце розробили араби c. 870 рік нашої ери, але нічого конкретного. Аль-Хім'ярі згадує, що араби розібрали hisn (фортеця), але фактичного посилання на те, чи була ця «фортеця» в Біргу, немає.   Висічена в скелі церква поблизу цього району вже існувала з часів православного християнства на Мальті приблизно в 600 році нашої ери та була перебудована з дерева приблизно в 800 році нашої ери 

### Середньовіччя
Ймовірний початок його як фортифікаційної споруди належить до періоду високого/пізнього середньовіччя. Фактично, у 1220 році імператор Гогенштауфенів Фрідріх II почав призначати на Мальту свого власного Кастеллана, якому було потрібно місце для проживання та забезпечення інтересів корони.Серед останніх археологічних знахідок можна відзначити залишки вежі, яка, ймовірно, датується 12 століттям. Перша згадка про Castrum Maris ("Замок біля моря") зустрічається у документах 1240-х років, коли Паулін Мальтійський володів островом, і пізніше, за періоду перепису островів, проведеного Джіліберто Абате. Ще одна згадка про замок пов'язана з коротким анжуйським володінням (1266–83), у документах якого знову згадується Castrum Maris та зазначається наявність гарнізону з 150 чоловік разом із зброєю. Крім того, до 1274 року у замку вже існували дві каплиці, які зберігаються і до наших днів.  З того ж року існує детальний опис зброї та припасів у замку. З 1283 року мальтійські острови перебували під владою арагонців. Замок деякий час залишався під владою анжуйців, тоді як решта Мальти вже перебувала в руках арагонців.   
До 1445 року на цьому місці розмістився монастир Маріамського братства, одного з найстаріших в історії Мальти.  Під час ремонту виявили середньовічне вікно. Документально підтверджено, що це замуровано незабаром після прибуття лицарів. 

### Лицарський період

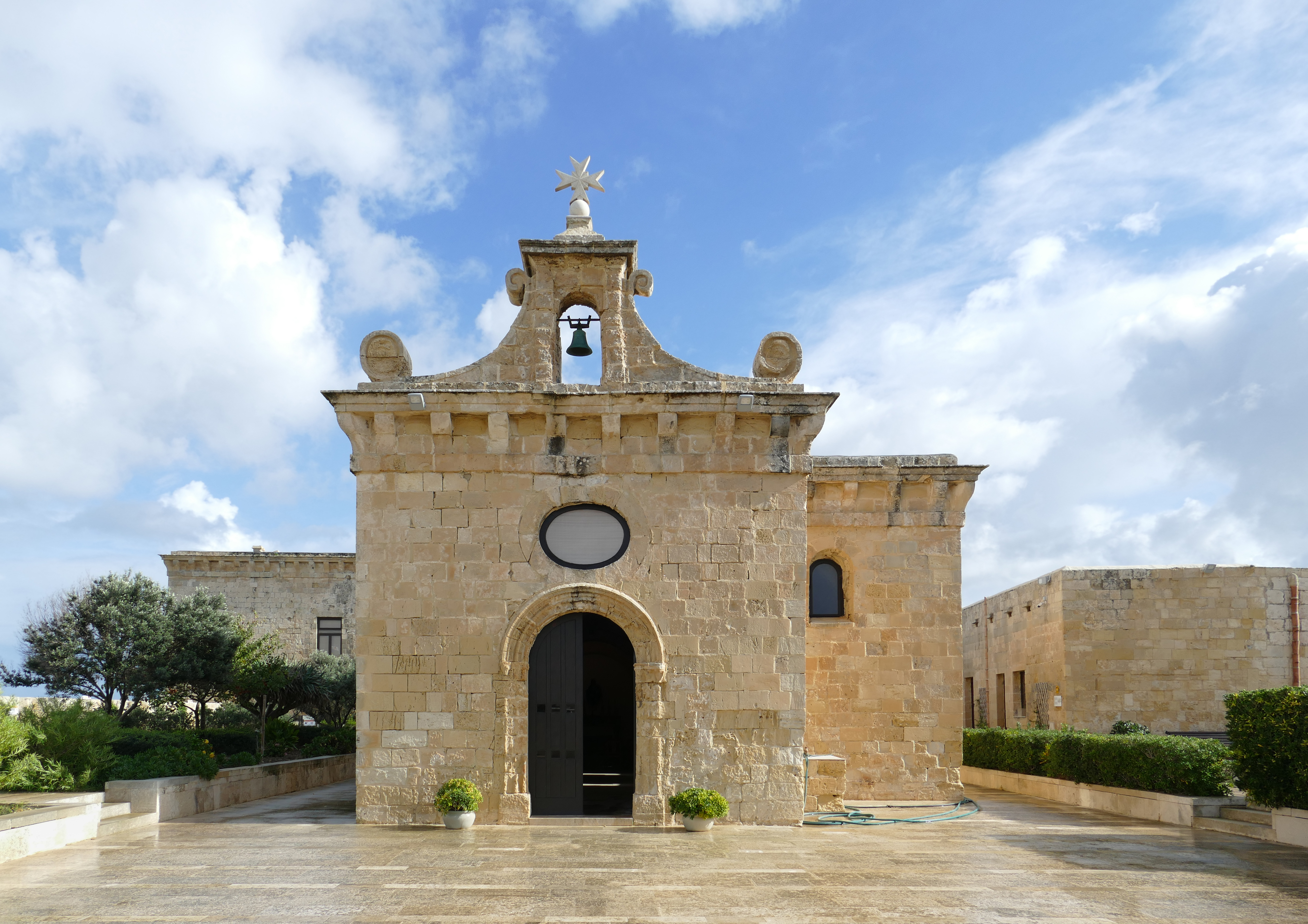
Каплиця Святої Анни

Коли Орден Святого Іоанна прибув на Мальту в 1530 році, вони вирішили оселитися в Біргу, коли помітили, що форт Сент-Анджело був частково покинутий і в руїнах.  Після реконструкції він став резиденцією великого магістра, що включало реконструкцію будинку кастеляна та каплиці Св. Анни. Лицарі зробили це своїм основним укріпленням і суттєво зміцнили та реконструювали його, включаючи вирізання сухого рову, щоб зробити його ровом, і бастіон Д'Омедес, побудований до 1536 року. До 1547 року великий кавальєр, спроєктований Антоніо Феррамоліно, був побудований позаду бастіону Д'Омедес, а батарея Де Гіріал була побудована на вершині форту на рівні моря для захисту входу в Докярд Крік. Форт Сент-Анджело протистояв туркам під час Великої облоги Мальти, під час якої йому вдалося розірвати морську атаку турків на Сенглея 15 серпня 1565 року  Після цієї облоги лицарі побудували укріплене місто Валлетта на горі Скіберрас на протилежному боці Великої гавані, і адміністративний центр лицарів перемістився туди. 
У 1644 році Джованні Медічі запропонував побудувати новий форт на мисі Орсі (місце, де пізніше був побудований форт Рікасолі), а назву та гарнізон форту Сент-Анджело перенести на новий форт. Він склав плани запропонованої фортеці, але вони так і не були реалізовані. 
У 1690-х роках форт знову зазнав капітального ремонту. Сучасний макет форту пояснюється цими роботами, які спроєктував Карлос де Грюненберг, який також оплатив будівництво чотирьох гарматних батарей на стороні форту, що стоїть перед входом у Велику Гавань. Над головними воротами форту досі можна побачити його герб.  Коли французи прибули в 1798 році, форт перетворився на потужну фортифікаційну споруду, де містилося близько 80 гармат, 48 з яких спрямовані на вхід у порт. Протягом короткого дворічного періоду французької окупації форт служив штабом французької армії.

### Британський період
З приходом британців на Мальту форт зберіг своє значення як військова споруда, яка спочатку використовувалася армією як бездротова станція.  Справді, у 1800 році у форті проживали два батальйони 35-го полку. Однак на початку 20-го століття форт перейшов під контроль військово-морського флоту, і об'єкт ввели в експлуатацію як кам'яний фрегат, спочатку в 1912 році як HMS Egmont , коли він став базою Королівського флоту в Середземному морі та у 1933 році перейменований на HMS St Angelo. Британці не вносили жодних серйозних змін у форт, хоча вони перетворили батарею № 2 на каземовану батарею для трьох дев’ятидюймових гармат у 1860-х роках, а на початку 20 століття побудували кінотеатр і вододистиляційну установку.
Під час Другої світової війни форт знову витримав облогу, маючи на озброєнні 3 гармати Bofors (укомплектовані Королівською морською піхотою, а пізніше Королівською мальтійською артилерією). Загалом між 1940 і 1943 роками форт зазнав 69 прямих влучань. Коли королівський флот залишив Мальту в 1979 році, форт передали уряду Мальти, і відтоді частини форту прийшли в занедбаний стан, в основному після невдалого проєкту перетворення його на готель у 1980-х роках.

### Новітня історія

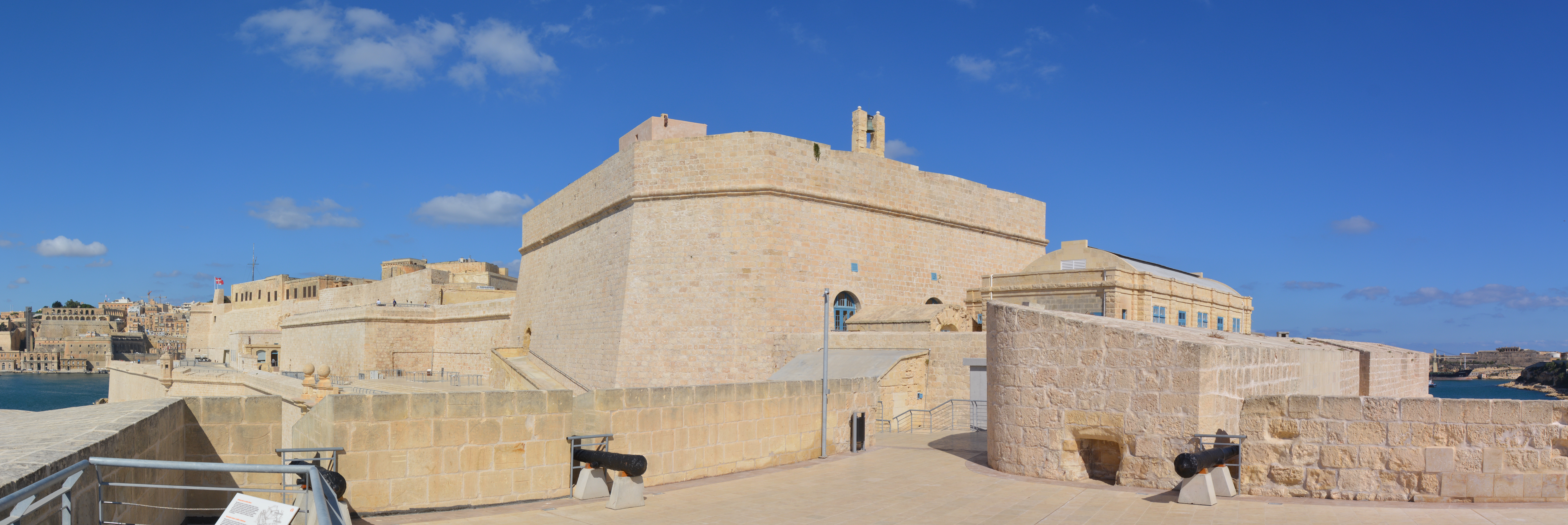
Панорамний вид на форт з бастіону Д'Омедес після реставрації

5 грудня 1998 року укладено договір між Мальтою і Мальтійським орденом, згідно з яким верхня частина форту Сент-Анджело, включаючи Будинок великого магістра та каплиця Святої Анни, передається Ордену.
Цей договір ратифіковано 1 листопада 2001 року  Угода розрахована на 99 років, але документ дозволяє уряду Мальти розірвати її в будь-який час після 50 років.   Відповідно до угоди, прапор Мальти має майоріти разом із прапором Ордену на видному місці над Святим Анджело.
Інші частини форту здані в оренду Cottonera Waterfront Group, приватному консорціуму.  

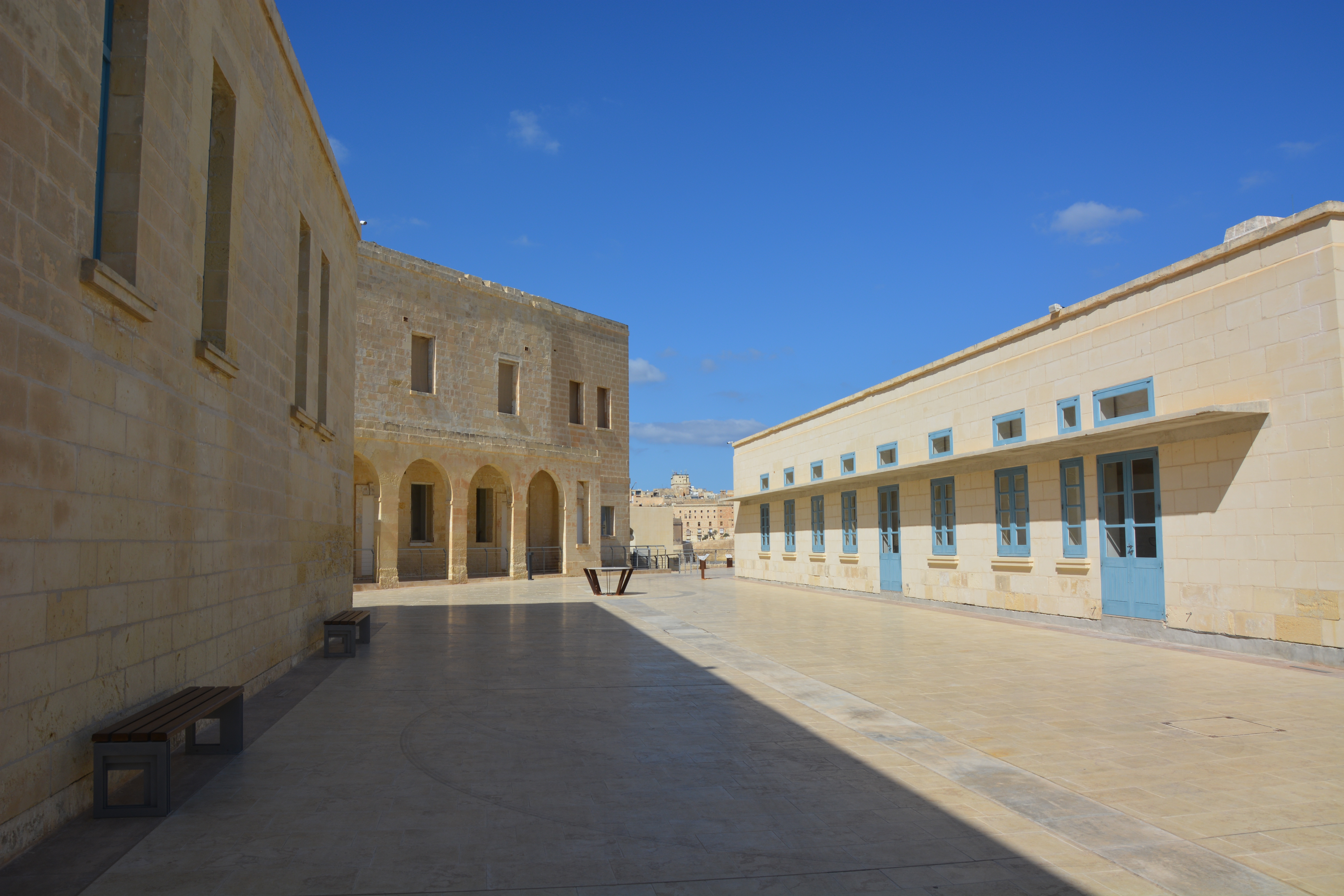
Інтер'єр форту після реставрації

У березні 2012 року Європейський фонд регіонального розвитку виділив 13,4 мільйона євро на реставрацію, збереження та повторне використання форту. Це дозволило відкрити форт як головну визначну пам’ятку для відвідувачів, підкресливши його історію та роль упродовж віків, а також забезпечити освітні програми, культурні заходи та живі історичні події. Реставрацією керувала компанія Heritage Malta, і роботи були завершені у вересні 2015 року. Форт часто бере участь у проведенні заходів національного значення, зокрема у зустрічах глав урядів Співдружності у 2015 році та головуванні Мальти в ЄС у 2017 році.    

## Макет

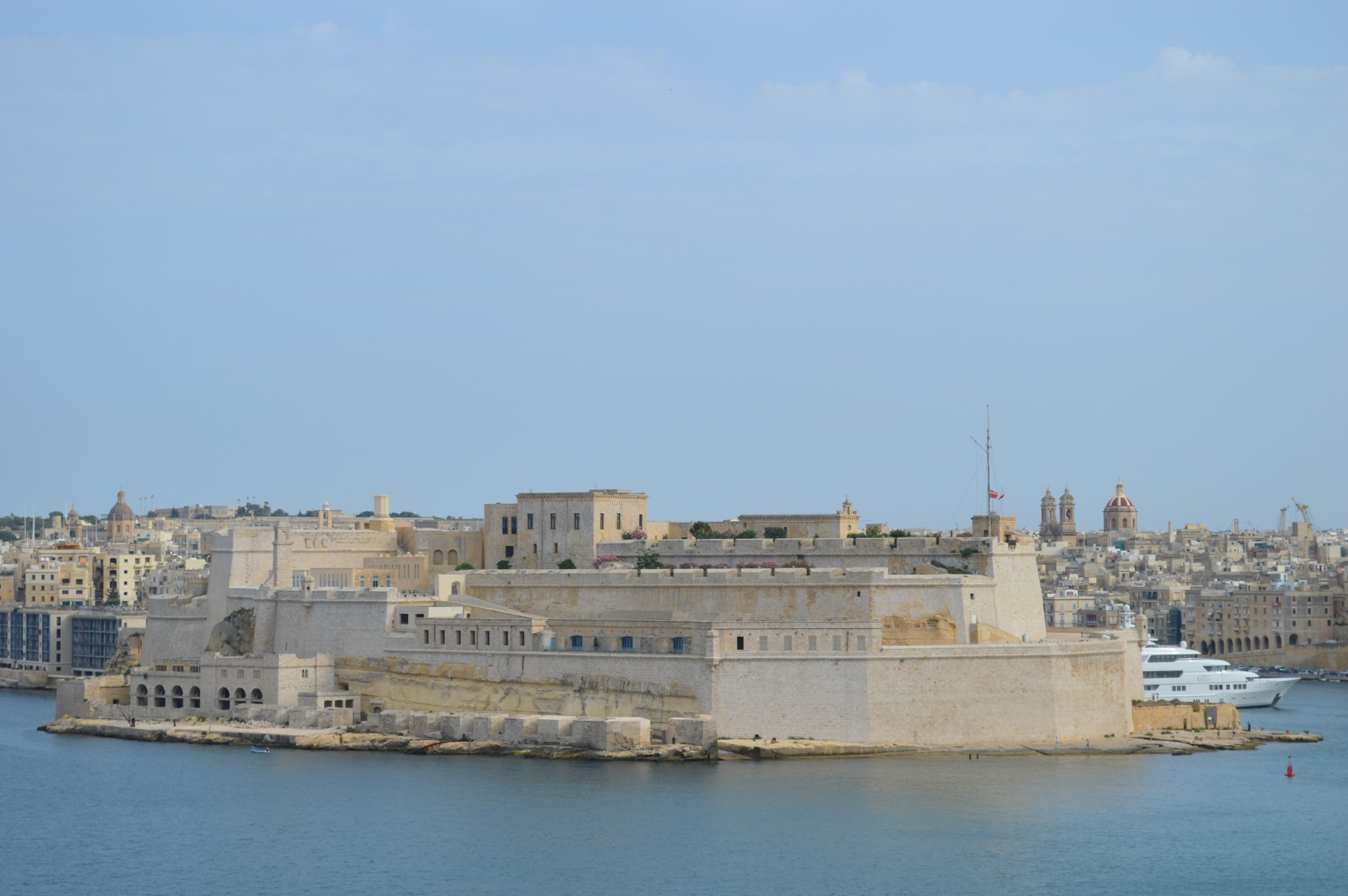
Вид на форт Сент-Анджело з чотирма батареями, побудованими Грюненбургом, видно ліворуч.

Після прибуття Ордену в 1530 році Каструм Маріс складався з фортеці, що містила різні будівлі, включаючи будинок кастеляна та каплицю Св. Марії (пізніше переосвячену Св. Анни), а також зовнішню палату. Замок також включав каплицю, присвячену святому Анджелу, яку пізніше переосвятили на честь Різдва Пресвятої Богородиці. 
До моменту Великої облоги Мальти 1565 року форт усе ще зберігав більшість своїх середньовічних рис, але Орден вніс ряд змін, зокрема:
- Бастіон Д'Омедес – побудований під час правління Хуана де Омедеса-і-Коскона. Він був сильно змінений з 16 століття, особливо коли його перетворили на пороховий склад. Частину бастіону зруйнували під час Другої світової війни, але у 1990-х роках відремонтували. [28]
- Кавальєр Феррамоліно — високий кавальєр біля бастіону Д'Омедес, побудований між 1542 і 1547 рр. [29] Його дах мав вісім амбразур, також на кавальєрі розташовувалися кілька магазинів і маяк. [30]
- Батарея De Guiral — невелика батарея на рівні моря на західній стороні форту біля ватерлінії. [31] Він був названий на честь шевальє Франческо де Гуйраля, його командира під час Великої облоги. Акумулятор був змінений у 17 і 18 століттях, знову ж таки британцями. [29]

Більшість теперішньої конфігурації форту датується реконструкцією 1690-х років. Серед елементів, доданих Грюненбергом, були чотири батареї, що виходили навпроти входу у Велику гавань. Батареї № 1, № 2 і № 4 були суттєво змінені британцями, тоді як батарея № 3 зберегла більше оригінальних характеристик.

## Галерея

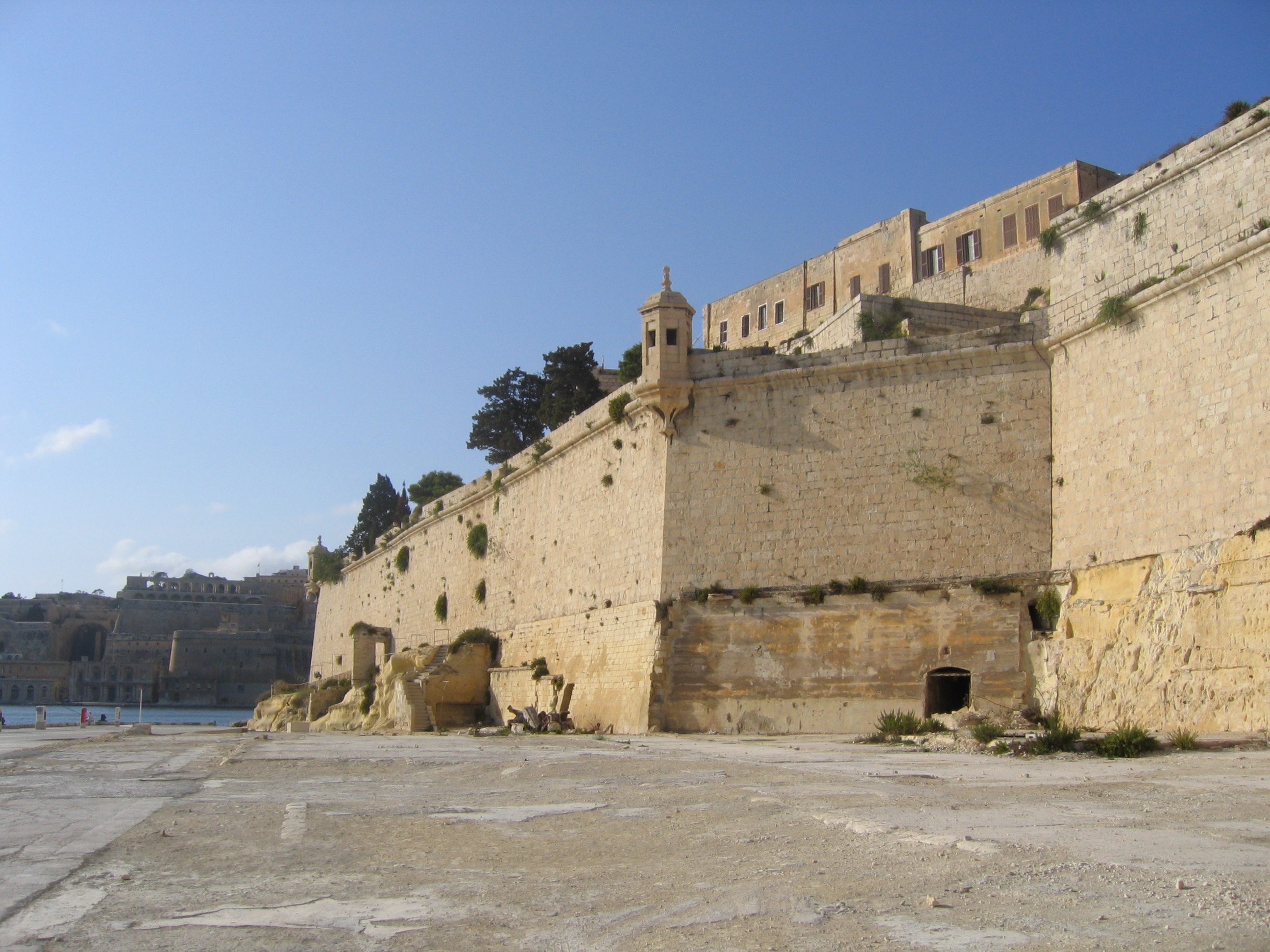
Західна сторона приморського бастіону
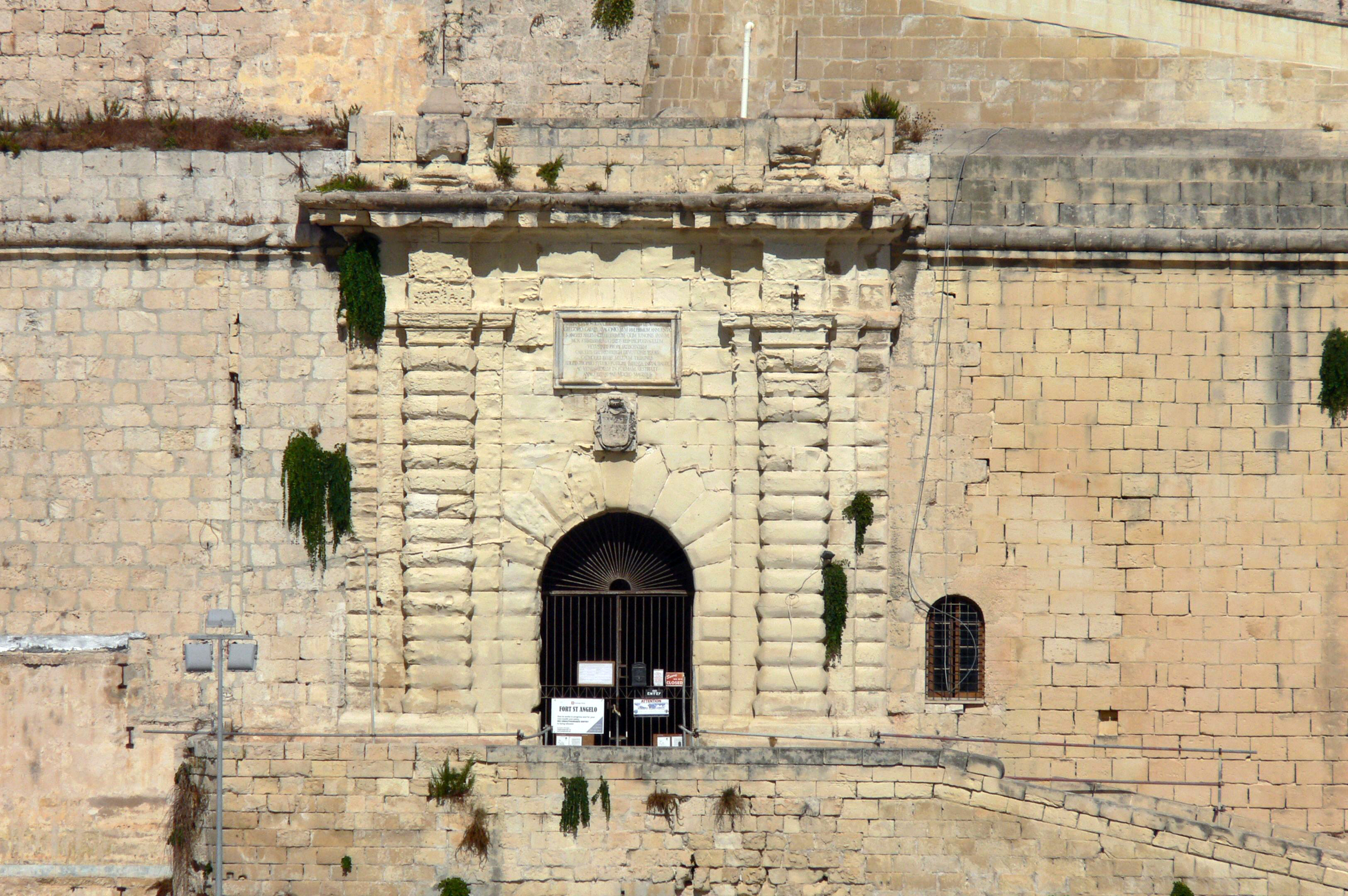
Головні ворота до ремонту
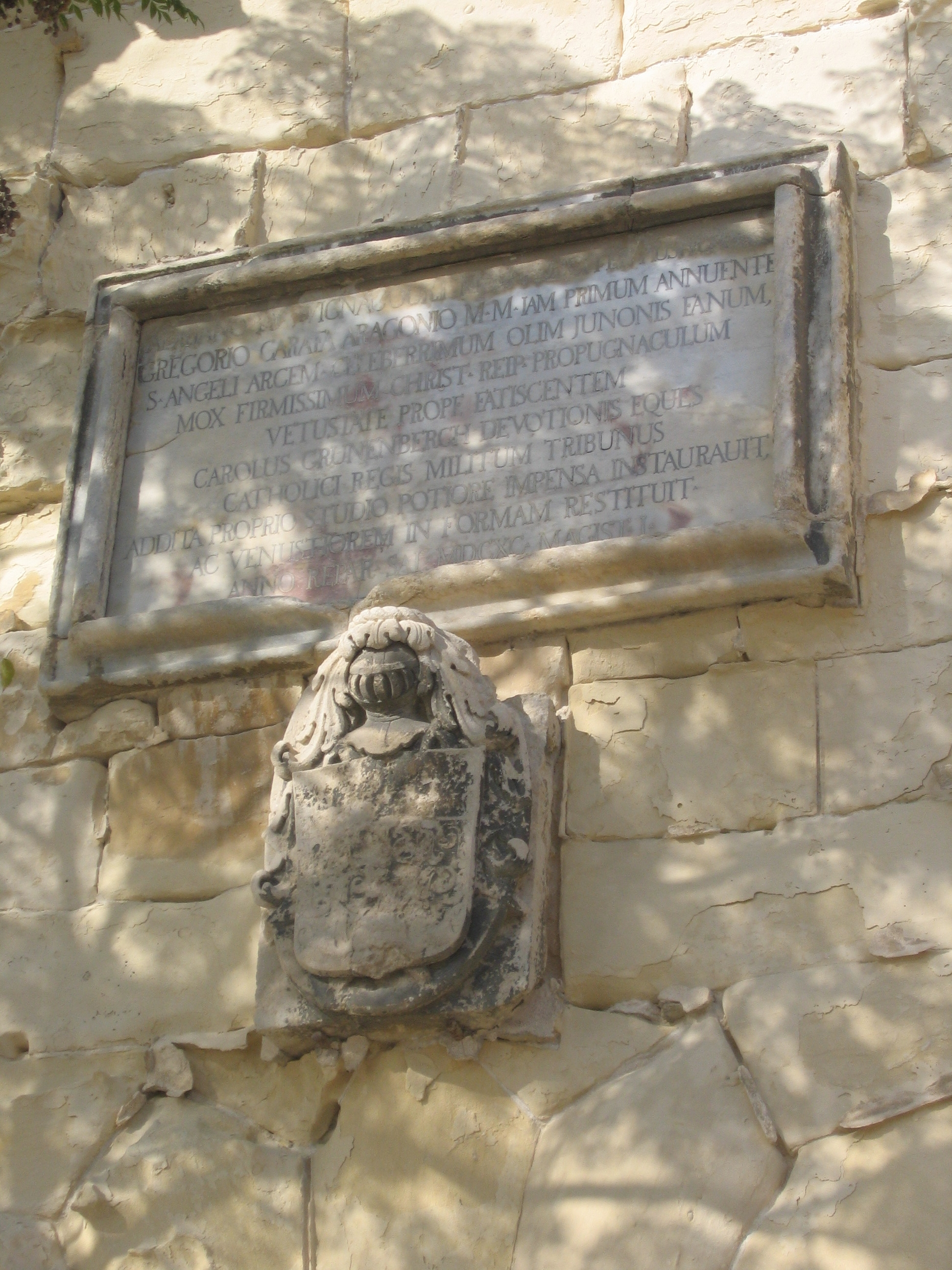
Напис над воротами
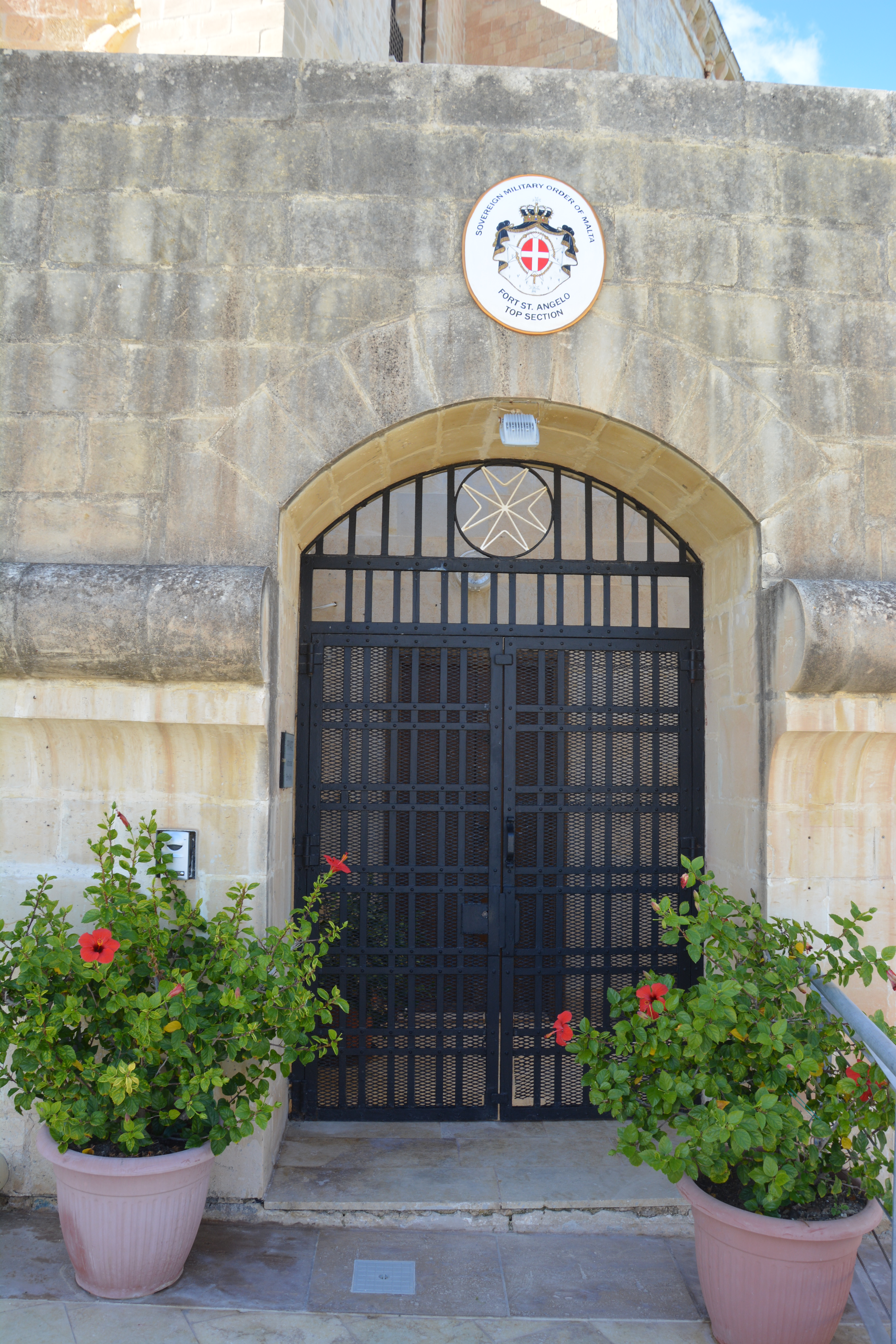
Приватна частина форту
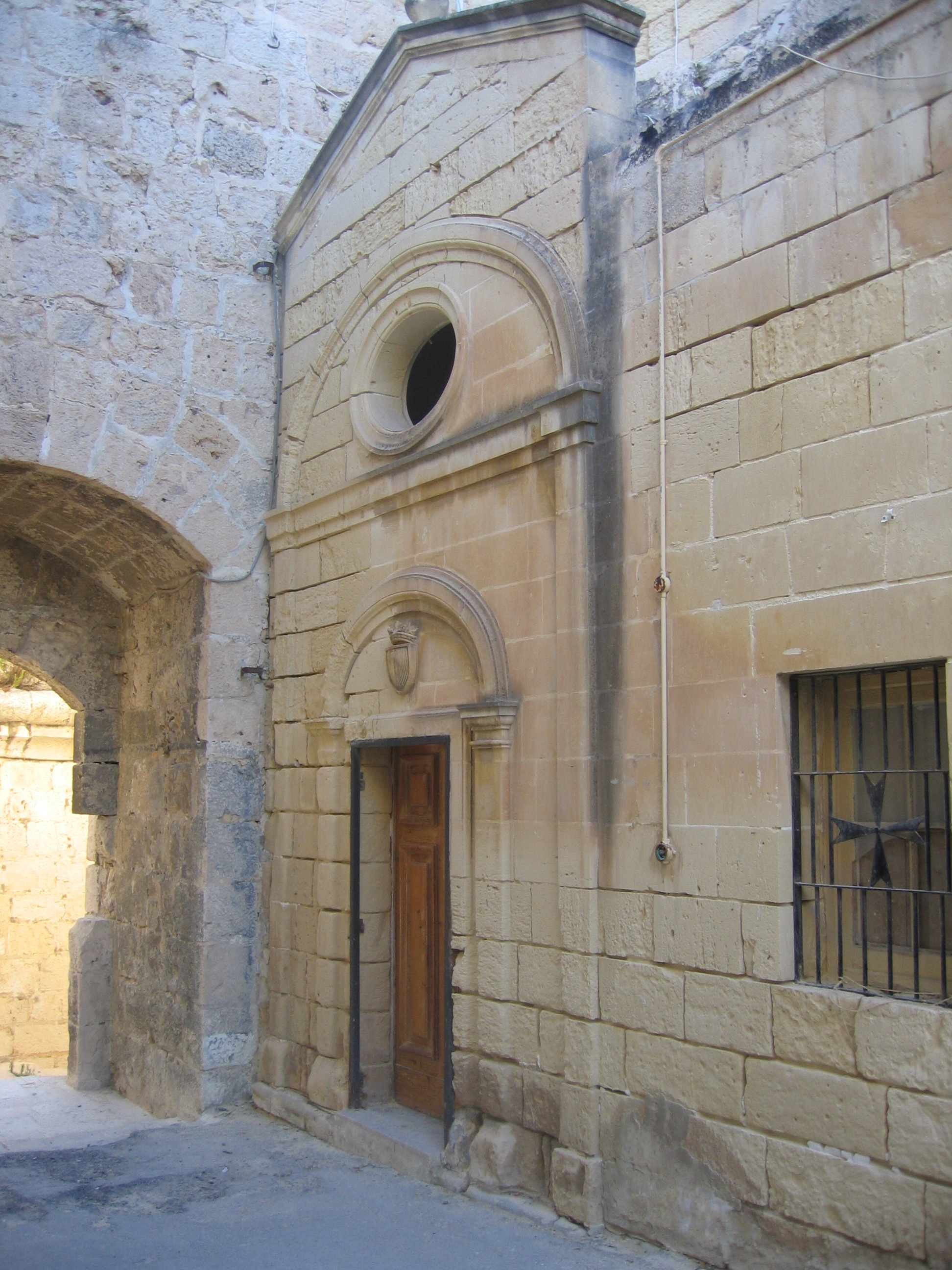
Каплиця Різдва Пресвятої Богородиці